# Xénia Hoffmeisterová
Xénia Hoffmeisterová (* 13. června 1958, Trenčín) je česká malířka, sochařka, grafička, scénografka a kostýmní návrhářka.

## Život
Xénia Hoffmeisterová vystudovala v letech 1973–1977 Střední uměleckoprůmyslovou školu v Bratislavě u Rudolfa Fily. Později se odstěhovala do Prahy a v letech 1981–1986 studovala scénické a kostýmní výtvarnictví na Divadelní fakultě Akademie múzických umění v Praze a malbu u Oldřicha Smutného. Do roku 1989 pracovala jako scénografka a kostýmní návrhářka v kamenných divadlech v Českých Budějovicích, Ústí nad Labem a Praze, ale prakticky zaměřená divadelní profese jí připadala příliš svazující a rozhodla se plně věnovat volné výtvarné tvorbě. Zabývá se především malbou a tvorbou soch a objektů, vytváří ale i volnou a užitou grafiku a keramiku. Od roku 2001 je členem výtvarného spolku Mánes a od roku 2004 je členkou výtvarného spolku Hollar.

## Dílo

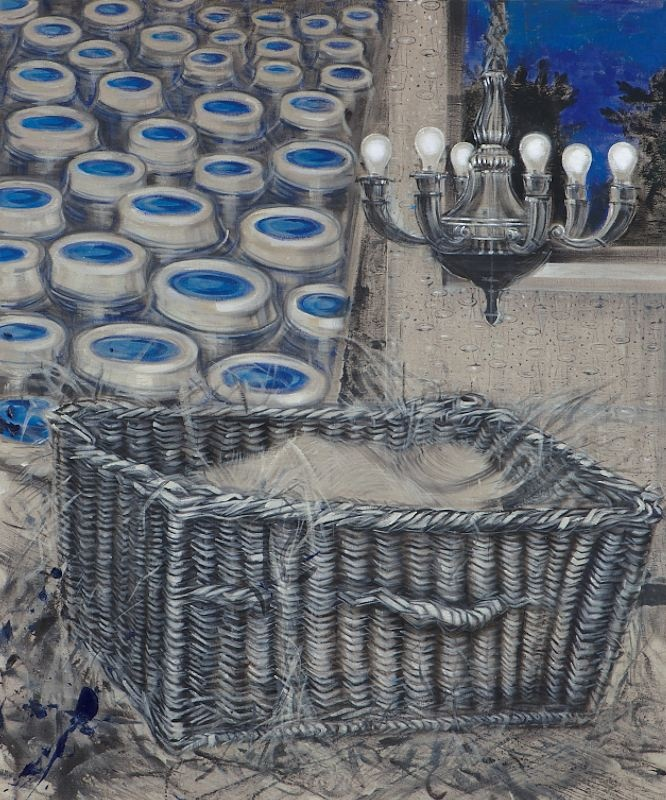
Večerní vánek (2011)

Historik umění Jan Kříž zařazuje dílo Xénie Hoffmeisterové do oblasti fantazijního expresionismu, který v jejím případě: „…vychází z hlubinné symboličnosti alegorických, většinou dějově rozvedených představ.“ Tyto představy převážně zakládají existenciální úvahy a kritický vztah k současnému světu. V jejím vnímání stojí svět lidí permanentně ve svárlivém, mnohovrstevnatém napětí s přírodou, jejími pevnými zákonitostmi a nevyčerpatelnou plodivou silou.
V malířské tvorbě Xénie Hoffmeisterové převládá expresivní složka „se znatelným štětcovým rukopisem, výraznou barevností a racionalistickou konstrukcí, s důrazem kladeným na detail (…) této základní podobě zůstane Xénia Hoffmeisterová vlastně věrná.“

### Obrazy z let 1989-1994
Malířská díla z tohoto období: „…jsou prostoupena vláčným, plynulým rytmem linií, prozrazujícím dynamické cítění. Linie a barva se společně uplatňují při vytváření určitého detailu; mohou a také se rozvíjejí nezávisle na sobě. Jejich střetáváním a odlučováním vniká do obrazu zvláštní napětí, které evokuje vlastní dějovou osnovu jednotlivých obrazů.“ Obsahově se již v tomto počátečním období ustanovují narativní schémata, postupy a témata, která v dalších letech postupně dozrávají a jsou rozvíjena. „Hluboká symboličnost, kořenící ve sféře intimních prožitků světa i autora sebe samého, se spojuje s alegoricky vyjádřenými úvahami o smyslu a aktuálních problémech lidského bytí. Výsledkem jsou alegorické scény s několika vrstvami významu.“
V tomto období se Xénia Hoffmeisterová soustřeďuje na niterná „beckettovská“ témata „pocity odcizení, marnosti a nemožnosti vzájemného porozumění“.
Svou specifickou úlohu v autorčiných pracích hraje příroda, přicházející k divákovi v „…morfologii zárodečných organických útvarů (…) elementárních přírodních procesů růstu, bujení, páření a plození…“, ale i v alegorickém zpracovávání autorčiných témat prostřednictvím zvířecích a rostlinných figur a interakcí. V hlubším smyslu její intimní vztah k přírodě „přerůstá v mýtus přírody jako jediného, byť z našeho hlediska rozporuplného základu světa“. Přičemž jeho rozporuplnost je nejzřetelněji spatřována v nezpochybnitelné úloze přírody v procesu geneze lidského trápení a násilí, ke kterému se autorka stále vrací.
V díle se od počátku objevují prvky ironizující satiry, které „… se jednak podílejí na budování ironické konstrukce přístupu ke světu i umění, ale zároveň – jako prvek zlidšťující odtažitou myšlenku, podstatně přispívají k obecné srozumitelnosti díla“.
Autorka v rámci velkých vyprávění o závažnosti dějů ve světě akcentuje drobné příběhy s důrazem na intimní detail, jejichž mikrokosmos věrně odráží struktury makrokosmických témat.

### Asambláže (1990–1996)
Asambláže hlav na plátně, sestavené ze zbytků temperových barev, cínových obalů, zbytků dřeva, kovů a nejrůznějších „odpadních“ materiálů, zastupují první ucelenější cyklus méně závažné autorčiny tvorby, která představuje do dnešních dnů paralelní linku k její ústřední tvorbě. Jedná se o „…dětsky hravé objekty, asambláže a objektové skříňky z náhodně nalezených věcí. Tyto objekty nevznikají z přetlaku imaginace podvědomí, jak tomu bylo u surrealismu, ani jako extravagantní východisko z prožitých sociálních otřesů, jako v případě dadaismu. Dadaistické zvolání, c’est mon dada‘ (tj. má záliba) pro tyto věci se jeví jako přiléhavé.“

### Obrazy z let 1997–2002
Z technického hlediska se malířská tvorba Xénie Hoffmeisterové proměnila. „O něco později je potemnělá, střídmá barevnost vystřídána intenzivnějším koloritem, téměř syrovou malbou, vyznačující se četnými barevnými disonancemi a dramaticky exaltovaným rukopisem.“ Objevuje se i „..,zvláštní druh lyrismu, který se prezentuje ze splývavého i vzrušeného rukopisu, promlouvá z měkké, někdy až melodické modelace fantaskních tvarů a linií.“
Autorka i nadále rozpracovává již načrtnutá témata, nicméně přírodní tematika zesiluje na významu, kdy „Příroda a její kosmos se stávají dynamickou, plodivou a určující silou a samotný člověk součástí jejího řádu (…) V něm obnažuje svou animalitu a podmíněnost základními životními pochody.“ Ve větší míře se rovněž objevuje lidská figura, která stále výrazněji zasahuje do obrazového děje a zesiluje přímočarost jinak stále metaforického vyjadřování.

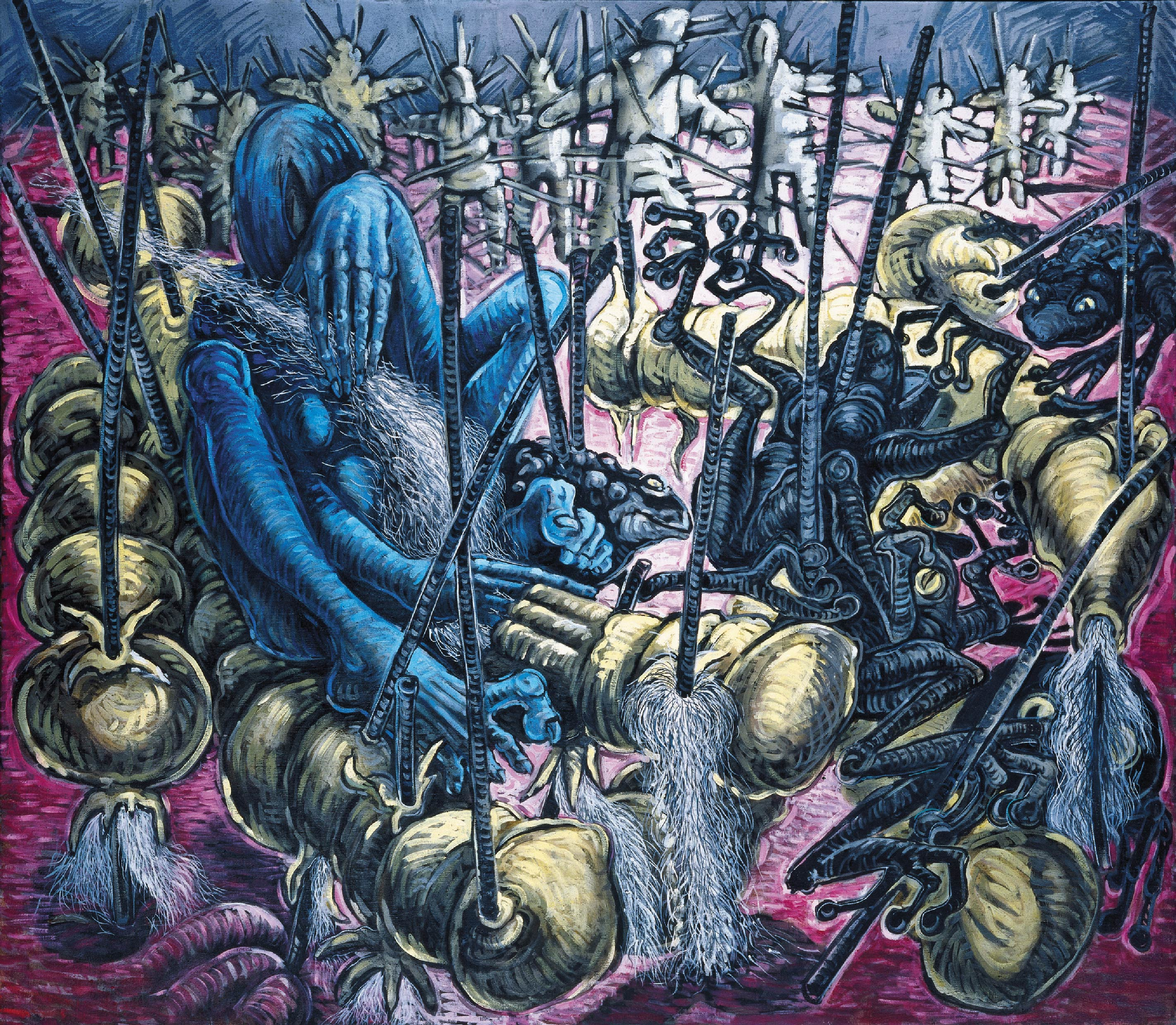
Ježibaba (2000)

### Čarodějnice a Andělé
Výraznou úlohu v průběhu autorčiny výtvarné činnosti na přelomu tisíciletí zastupují postavy „lidských modů“ andělů a čarodějnic, přičemž andělé v různých variacích zůstávají předmětem jejího zájmu natrvalo. V malbách, objektech, sochařských instalacích a grafikách dostává člověk hlavní úlohu. „Odcizení člověka přírodě, civilizaci, kterou si vytvořil, odcizení člověka člověku a sobě samému a z toho rostoucí pocit úzkosti, absurdity a znechucení(…). Člověk ztrácí totalitu své bytosti, místo něho se objevují postavy andělů.“

### Věci – obrazy a objekty (2000–2007)
Radostný zájem Xénie Hoffmeisterové o banální, běžné a jako odpad chápané předměty profánní každodennosti propojuje volný cyklus „věcí“ se závažnější a osudovější tematikou její ústřední tvorby. Své hravé uchopování banalit a vynášení jejich antropomorfizované ojedinělosti k pozornosti nevšímavého člověka staví do kontrastu se závažností fenoménů pomíjivosti, tísně a opuštěnosti, které vévodí v atmosféře světa rozporuplných, smrtelných bytostí. K této výtvarné linii se autorka s výkyvy zájmu přiklání i v dalších letech, například ve formě relikviářů nebo se svým cyklem tzv. „krabiček“ z let 2011 – 2012. Shodné náměty se opakují v malbě a objektech.
V pozdějších letech se zabývá výtvarnými možnostmi, které nabízí užití drátu. Tento materiál dovoluje přidání pohybové dimenze jinak statickým objektům a jednak se sám stává tvůrčím základem pro splétání „hnízd“, hlav a dalších objektů, které ve trojrozměrném světě zhmotňují obrazy, případně doplňují alegorické narace, jež Xénia Hoffmeisterová předestírá na plátnech.

### Botičky (2007)

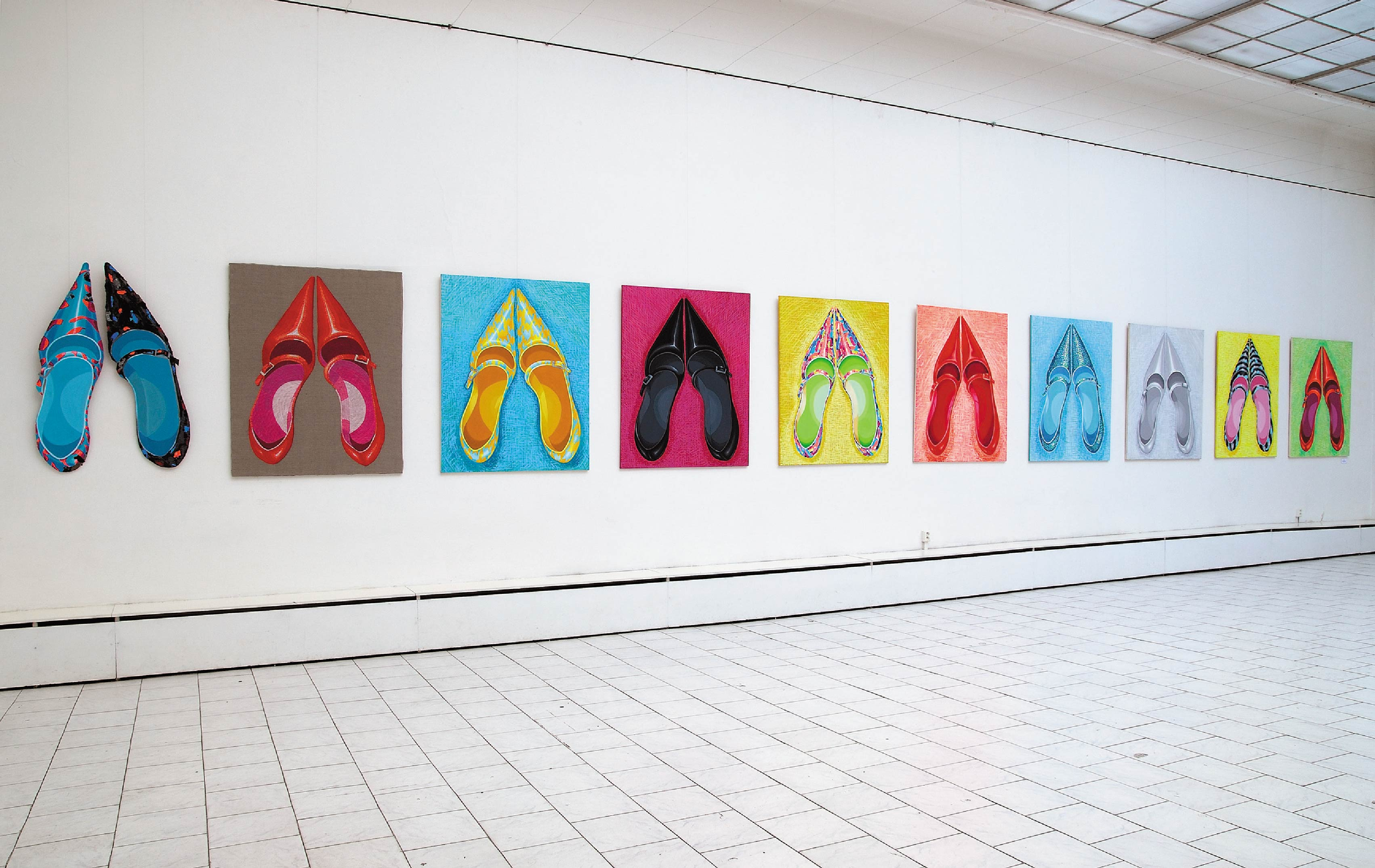
Instalace Každý den je jiný (2007)

Od ostatních prací se výrazně odlišuje cyklus prací pop-artově uchopeného tématu bot. Konkrétně „dámské střevíčky, představené v jednotném typovém střihu, pojednané v páru, případně v různých obrazových konfiguracích“. Není zřejmé, zda dané obrazy jsou „..výzvou k vykročení do nekonfliktního světa konzumu a povrchní zábavy, anebo zda byly odloženy před vstupem na posvátnou půdu…“ V tomto smyslu téma Botičky vyzývá k reflexi lidských perspektiv v návaznosti na výše zmíněné „věci“.

### Traviny (2005–2007)
Obrazy travin odrážejí radostné prožívání času autorky z jejích pobytů v krajině Lehnic-Vodic u Prachatic. Ukládá se v nich „…dětská nostalgie, vášeň léta a bezpečí domova, a to i v ontologickém smyslu“ Díla z tohoto cyklu akcentují přirozenost pobytu v přírodě, a to nikoliv ve smyslu glorifikace monumentálních a romantických krajin, ale ve smyslu intimního prodlévání v trávě.

### Sen v seně (2006)

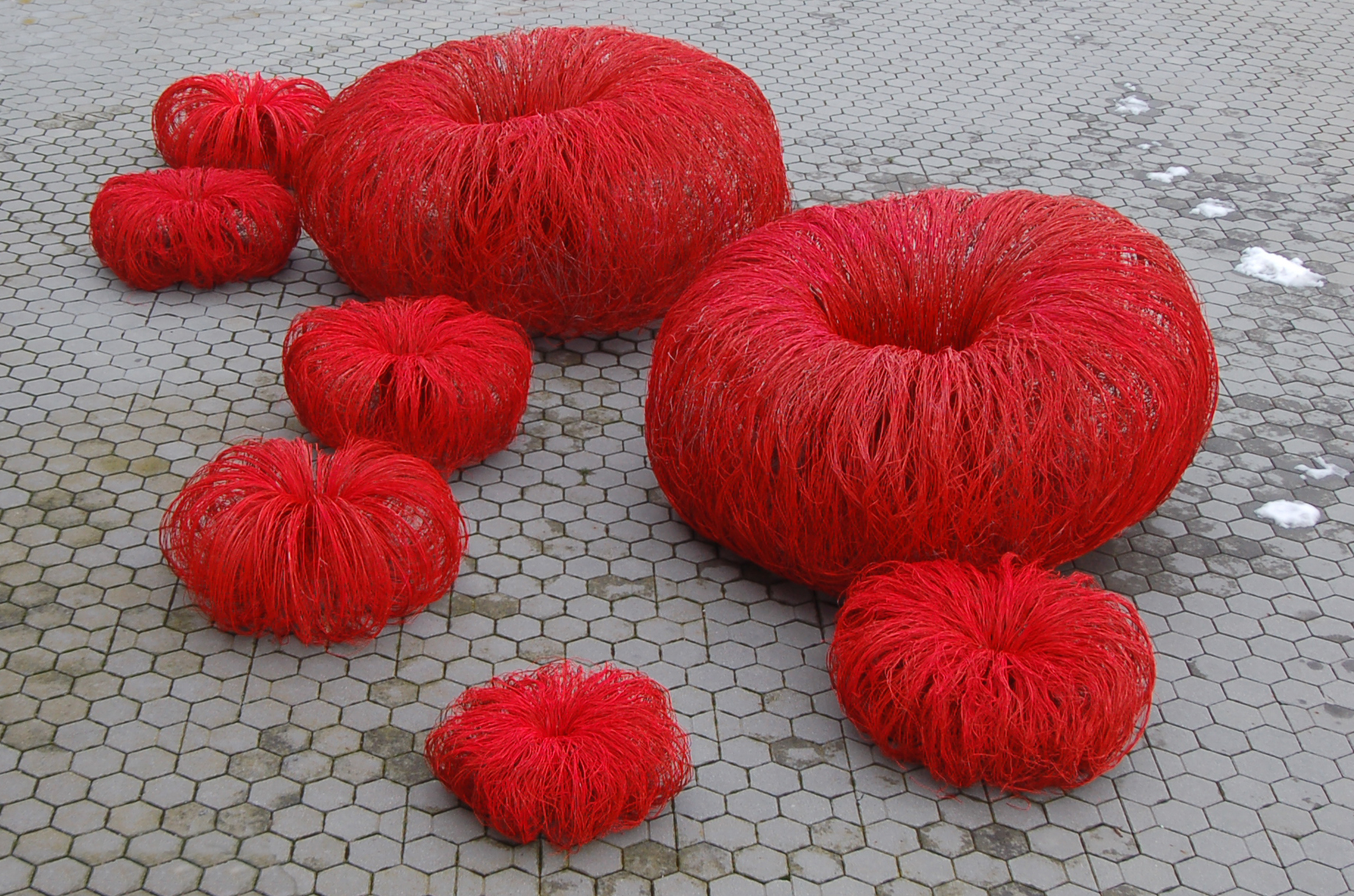
Sen v seně (2006)

Autorka vytvořila monumentální drátěnou instalaci „Sen v seně“, která se v roce 2011 stala součástí permanentní exteriérové expozice slovenského centra moderního umění Danubiana. Sen v seně představuje tvůrčí vyvrcholení ikonografického ztvárňování sena (trávy). „Původní kupka sena se postupně proměňuje až v téměř organický útvar ohromných hnízd, připomínající obrovité mořské sasanky, s otvorem-tunelem kamsi do hlubin či do útrob těchto podivných živočichů.“  Kupky sena – sasanky si udržují a zdůrazňují podvojnost přírody, jako domova na jedné straně a určité pasti na straně druhé.

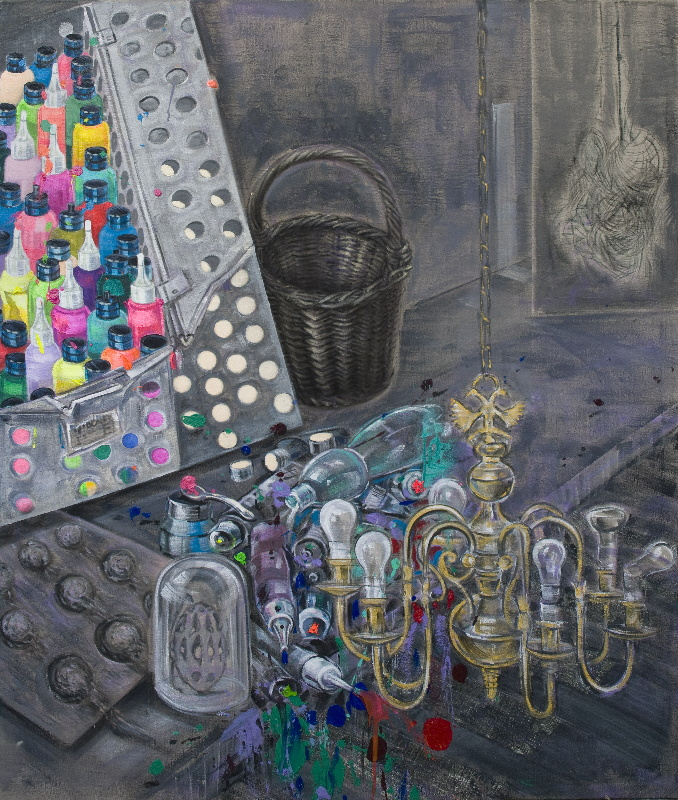
Zátiší s mým obrazem (2010)

### Obrazy z let 2008–2011
Malířskou tvorbu Xénie Hoffmeisterové z těchto let lze rozdělit dle místa jejich vzniku a odpovídajících proměn v autorčině naladění. „…zátiší a pohledy do ateliéru a malířské záznamy stavů, vjemů a nálad, zachycené v pražském a venkovském ateliéru.“ Jestliže „venkovská“ tvorba je charakteristická klidem, řádem a harmonickým usebráním, ta pražská ukazuje na chaotičnost a zmatek, který je ovšem z hlediska autorky oním místem, kde se berou drobné příběhy všedního ruchu, na jejichž pozadí se objevují tematizace předešlých let.
Specifickým tématem se mimoto stávají tzv. „vetřelci“, již zmiňované relikvie a relikviáře, a všeobecně „kabinety kuriozit“, které zdůrazňují paralelní momenty dlouhotrvajícího zájmu Xénie Hoffmeisterové o jedinečnost věcí v provázaném světě s renesanční tradicí vytváření sbírkového mikrokosmu, jenž reflektuje „divadlo světa“.

### Zajíci (2011–2015)
Obrazy, asambláže a objekty tohoto rozsáhlého volného cyklu rozpracovávají v rozličných materiálových variacích několika základních kompozičních konfigurací zaječí symboliku a mytologii. Zajíc zde figuruje především jako symbol přírodní plodnosti, která se ukazuje v přímé souvislosti s výtvarnou kreativitou. Portréty zajíců se rovněž stávají „kryptoportréty“ žijících lidí.
Paralelně k této tvorbě vzniká cyklus zaječích kožek, ve kterém se tyto kožky stávají ústředními postavami autorčiných narativních, symboly a odkazy zahuštěných obrazových scén, které dále variují již ustálené tematizace autorčiných prací.

### Eugéniové (2013)
Xénia Hoffmeisterová výtvarně zpracovává předlohy k animaci dokumentárního filmu Pavla Štingla Eugéniové (Eugenic Minds), který rozebírá tematiku eugeniky s důrazem na její uplatňování nacistickým režimem.

### Lebky (2015–2016)
V návaznosti na formální uchopení tematiky „zajíců“ a obsahové vytyčení tematiky Holocaustu a hrubého násilí projektem Eugéniové, vytváří autorka rozsáhlý cyklus asambláží a objektů lebek. Za užití nábojnic jako klíčového materiálu pro sestavování asambláží na plechových deskách se koncentruje na tematiku násilné smrti a dějinné paměti.

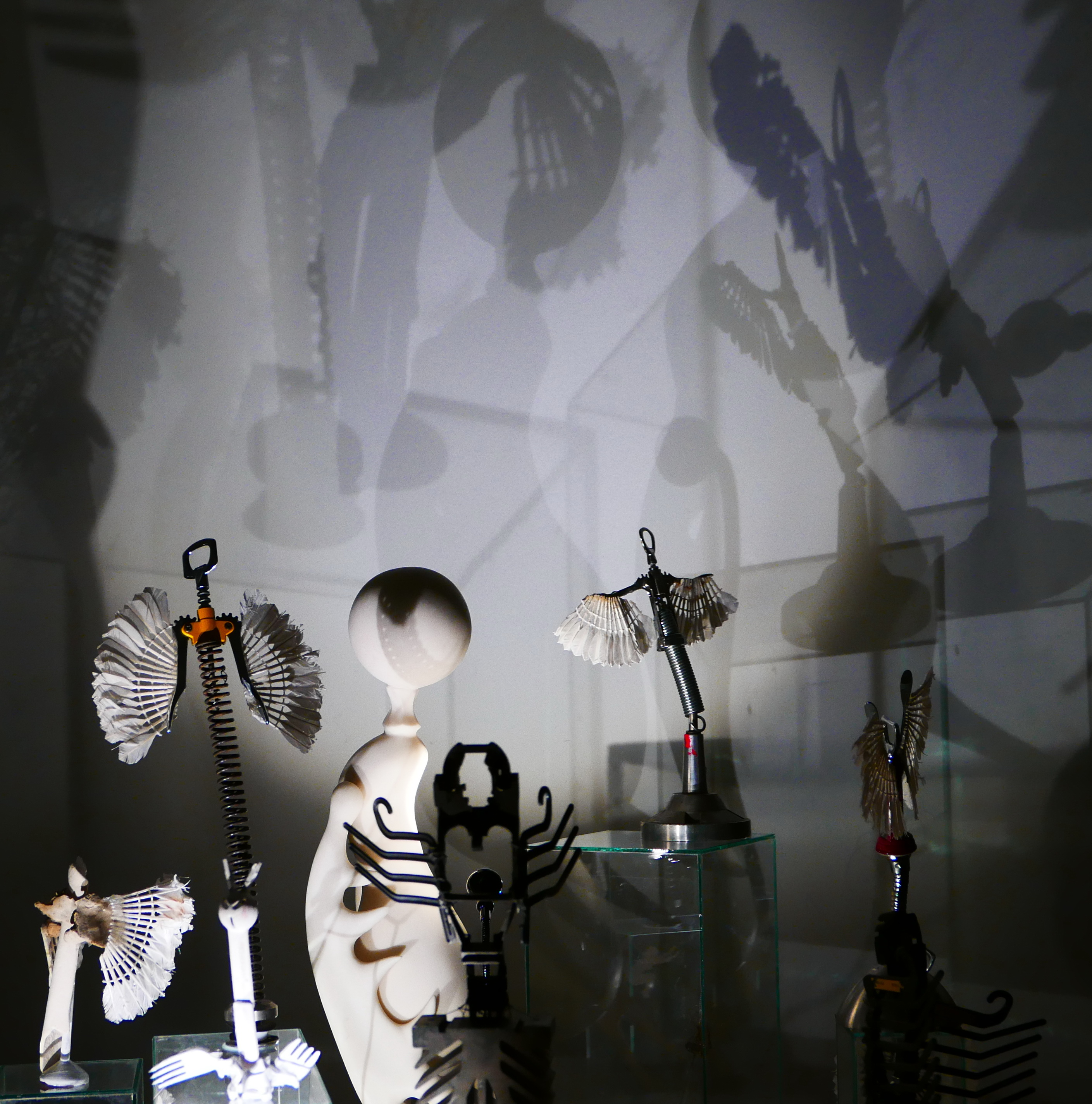
Instalace Stíny, Památník Terezín, 2016

### Stínohra (2015–2016)
Technologickou novinkou v díle Xénie Hoffmeisterové se stává užití stínohry v rozsáhlých instalacích, kde autorka užívá své scénografické zkušenosti. V úzké propojenosti s tematikou smrti, násilí a paměti využívá pohyblivé choreografie stínů vlastních objektů ke zpřítomňování existenciálního fenoménu prožívání „stinné minulosti“.

### Výstavy

#### Autorské (výběr)
- 2006 - Amor vincit omnia, Saarländische Galerie – Europäisches Kunstforum e.V., Berlín, Německo (účast)
- 2006 - Grenzenfresser (Požírači hranic), Kunstverein Simonetta - Kulturfabrik, Helfenberg, Rakousko (účast)
- 2008 - Malba, sochy, Umelecká Beseda, Bratislava, Slovensko
- 2009 - Hasen u.a. (Zajíci mj.), GALERIE am schwarzen meer, Brémy, Německo
- 2009 - Pretty, pretty shoes, dogs and others (Pěkné, pěkné boty, psi a další), Palast UNESCO, Paříž, Francie
- 2012 - L’avaleur de couleurs (Požírač barvy), České centrum, Paříž, Francie
- 2014 - Prague, City of Eugenic Minds (Praha, město eugeniků), Katzen Arts Center, Washington D. C., USA
- 2015 - Shoah in us (Šoa v nás), České centrum, New York, USA

#### Společné (výběr)
- 2000 - Konec světa?, NG – Palác Kinských, Praha
- 2006 - Amor vincit omnia, Saarländische Galerie – Europäisches Kunstforum e.V., Berlín, Německo (účast)
- 2006 - Grenzenfresser (Požírači hranic), Kunstverein Simonetta - Kulturfabrik, Helfenberg, Rakousko (účast)
- 2010 - Czech Art - 20 rokov po..., Danubiana Meulensteen Art Museum, Bratislava, Slovensko

### Exteriérové realizace
- 2009 – Instalace sochy „Vítězství tmy“, Muzeum hl. m. Prahy - Zámek Troja, Praha
- 2011 – Instalace sochy „Sen v Seně“, Danubiana Meulensteen Art Museum, Bratislava, Slovensko